# Leon Wood
Pour les articles homonymes, voir Wood.
Osie Leon Wood III, né le 25 mars 1962 à Columbia en Caroline du Sud, est un joueur américain de basket-ball, sélectionné par les Philadelphia 76ers au 1er tour (10e rang) de la draft 1984. 

## Biographie
Arrière d'1,91 m issu de l'université Fullerton, Wood joua six saisons en NBA pour six équipes différentes. Il porta les couleurs des 76ers de Philadelphie, des Bullets de Washington, des Nets du New Jersey, des Spurs de San Antonio, des Hawks d'Atlanta et des Kings de Sacramento.
Il finit sa carrière de joueur en Europe (notamment à Lyon).
Lors de sa carrière NBA, Wood joua 274 matchs et inscrivit un total de 1742 points. Il remporta également une médaille d'or avec l'équipe américaine aux Jeux olympiques de 1984 entraînée par Bobby Knight avec des joueurs comme Michael Jordan, Patrick Ewing et Chris Mullin.
Actuellement, Wood est arbitre NBA.